# N-miristiltransferaza 1
Glicilpeptid N-tetradekanoiltransferaza 1 (miristil-CoA:protein N-miristiltransferaza 1, NMT-1) je enzim koji je kod ljudi kodiran NMT1 genom.

## Literatura
- Rajala RV; Datla RS; Moyana TN;  . (2000). „N-myristoyltransferase.”. Mol. Cell. Biochem. 204 (1–2): 135—55. PMID 10718634. doi:10.1023/A:1007012622030.
- Geyer M, Fackler OT, Peterlin BM (2001). „Structure--function relationships in HIV-1 Nef”. EMBO Rep. 2 (7): 580—5. PMC 1083955 . PMID 11463741. doi:10.1093/embo-reports/kve141.
- Wice BM, Gordon JI (1992). „A strategy for isolation of cDNAs encoding proteins affecting human intestinal epithelial cell growth and differentiation: characterization of a novel gut-specific N-myristoylated annexin”. J. Cell Biol. 116 (2): 405—22. PMC 2289284 . PMID 1530946. doi:10.1083/jcb.116.2.405.
- Mumby SM, Heukeroth RO, Gordon JI, Gilman AG (1990). „G-protein alpha-subunit expression, myristoylation, and membrane association in COS cells”. Proc. Natl. Acad. Sci. U.S.A. 87 (2): 728—32. PMC 53339 . PMID 2153964. doi:10.1073/pnas.87.2.728.
- Pal R; Reitz MS; Tschachler E;  . (1990). „Myristoylation of gag proteins of HIV-1 plays an important role in virus assembly”. AIDS Res. Hum. Retroviruses. 6 (6): 721—30. PMID 2194551. doi:10.1089/aid.1990.6.721.
- Bryant M, Ratner L (1990). „Myristoylation-dependent replication and assembly of human immunodeficiency virus 1”. Proc. Natl. Acad. Sci. U.S.A. 87 (2): 523—7. PMC 53297 . PMID 2405382. doi:10.1073/pnas.87.2.523.
- Tashiro A, Shoji S, Kubota Y (1990). „Antimyristoylation of the gag proteins in the human immunodeficiency virus-infected cells with N-myristoyl glycinal diethylacetal resulted in inhibition of virus production”. Biochem. Biophys. Res. Commun. 165 (3): 1145—54. PMID 2692561. doi:10.1016/0006-291X(89)92722-8.
- Goddard C, Aquino A, Glazer RI, Felsted RL (1989). „Chemical characterization of p17gag from human immunodeficiency virus as an N-terminally myristoylated protein”. Eur. J. Biochem. 182 (2): 323—6. PMID 2737204. doi:10.1111/j.1432-1033.1989.tb14833.x.
- Göttlinger HG, Sodroski JG, Haseltine WA (1989). „Role of capsid precursor processing and myristoylation in morphogenesis and infectivity of human immunodeficiency virus type 1”. Proc. Natl. Acad. Sci. U.S.A. 86 (15): 5781—5. PMC 297714 . PMID 2788277. doi:10.1073/pnas.86.15.5781.
- Schultz AM; Henderson LE; Oroszlan S;  . (1985). „Amino terminal myristylation of the protein kinase p60src, a retroviral transforming protein”. Science. 227 (4685): 427—9. PMID 3917576. doi:10.1126/science.3917576.
- Liu J, Sessa WC (1994). „Identification of covalently bound amino-terminal myristic acid in endothelial nitric oxide synthase”. J. Biol. Chem. 269 (16): 11691—4. PMID 7512951.
- Lee PP, Linial ML (1994). „Efficient particle formation can occur if the matrix domain of human immunodeficiency virus type 1 Gag is substituted by a myristylation signal”. J. Virol. 68 (10): 6644—54. PMC 237085 . PMID 7521919.
- Sigal CT; Zhou W; Buser CA;  . (1995). „Amino-terminal basic residues of Src mediate membrane binding through electrostatic interaction with acidic phospholipids”. Proc. Natl. Acad. Sci. U.S.A. 91 (25): 12253—7. PMC 45415 . PMID 7527558. doi:10.1073/pnas.91.25.12253.
- Zhou W, Parent LJ, Wills JW, Resh MD (1994). „Identification of a membrane-binding domain within the amino-terminal region of human immunodeficiency virus type 1 Gag protein which interacts with acidic phospholipids”. J. Virol. 68 (4): 2556—69. PMC 236733 . PMID 8139035.
- Kobayashi M, Takamatsu K, Saitoh S, Noguchi T (1993). „Myristoylation of hippocalcin is linked to its calcium-dependent membrane association properties”. J. Biol. Chem. 268 (25): 18898—904. PMID 8360179.
- Morikawa Y; Hinata S; Tomoda H;  . (1996). „Complete inhibition of human immunodeficiency virus Gag myristoylation is necessary for inhibition of particle budding”. J. Biol. Chem. 271 (5): 2868—73. PMID 8576268. doi:10.1074/jbc.271.5.2868.
- Andersson B; Wentland MA; Ricafrente JY;  . (1996). „A "double adaptor" method for improved shotgun library construction”. Anal. Biochem. 236 (1): 107—13. PMID 8619474. doi:10.1006/abio.1996.0138.
- Zhou W, Resh MD (1997). „Differential membrane binding of the human immunodeficiency virus type 1 matrix protein”. J. Virol. 70 (12): 8540—8. PMC 190946 . PMID 8970978.
- Yu W; Andersson B; Worley KC;  . (1997). „Large-scale concatenation cDNA sequencing”. Genome Res. 7 (4): 353—8. PMC 139146 . PMID 9110174. doi:10.1101/gr.7.4.353.
- Nicholas C. Price; Lewis Stevens (1999). Fundamentals of Enzymology: The Cell and Molecular Biology of Catalytic Proteins (Third изд.). USA: Oxford University Press. ISBN 019850229X.
- Eric J. Toone (2006). Advances in Enzymology and Related Areas of Molecular Biology, Protein Evolution (Volume 75 изд.). Wiley-Interscience. ISBN 0471205036.
- Branden C; Tooze J. Introduction to Protein Structure. New York, NY: Garland Publishing. ISBN 0-8153-2305-0.
- Irwin H. Segel. Enzyme Kinetics: Behavior and Analysis of Rapid Equilibrium and Steady-State Enzyme Systems (Book 44 изд.). Wiley Classics Library. ISBN 0471303097.